# Стратегические судебные иски, направленные против участия общественности
Стратегические судебные иски, направленные против участия общественности (англ. strategic lawsuits against public participation, SLAPP) — термин права США, означающий особый тип недобросовестно заявляемых исков о диффамации (защите чести, достоинства, репутации). Данный термин появился в 1980-е годы (в том числе, по созвучию с англ. slap «пощёчина»).

## Описание
SLAPP-иски — это иски о защите чести, достоинства, репутации, которые подают состоятельные истцы (компании, богатые бизнесмены, политики и т.п.) к своим критикам, чтобы вынудить их прекратить критику в обмен на мировое соглашение. Ответчики бывают вынуждены согласиться с требованиями истцов, опасаясь, что иначе они, даже если не проиграют судебный процесс, всё равно будут вынуждены понести большие судебные издержки. При этом подобные истцы часто подают такие иски даже против тех, кто их критикует, не делая каких-либо ложных утверждений. Иначе говоря, SLAPP-иски подают недобросовестные истцы, имеющие возможность тратить крупные суммы для того, чтобы помешать тем, кто реализует свое право на свободу слова. Зачастую такие истцы даже не рассчитывают выиграть в суде, но они заставляют ответчиков тратить на судебную защиту свое время и деньги. Это способно парализовать их деятельность, а также запугать других потенциальных критиков.

## Законодательное регулирование
На 2021 год в 31 штате США действуют так называемые Anti-SLAPP законы, которые позволяют ответчикам подать ходатайство об отклонении недобросовестно поданного иска до начала судебного разбирательства по существу, а также взыскать с истца компенсацию расходов на адвоката, если суд примет решение в их пользу (по общему правилу в США судебные расходы каждая сторона несет самостоятельно, вне зависимости от исхода процесса). Первый такой закон был принят в 1989 году в штате Вашингтон.
Это законодательство активно применяется. Например, экологические активисты организовали протесты против строительства нефтепровода Dakota Access Pipeline, компания  Energy Transfer Partners обратилась с иском к одной из некоммерческих организаций, поддерживающих эти протесты, обвиняя её в шантаже и диффамации. Однако судья окружного суда сразу же отказал в рассмотрении этого иска со ссылкой на Anti-SLAPP закон штата Арканзас. Благодаря Anti-SLAPP законам, иски о диффамации от политиков, кинозвёзд, известных бизнесменов в США стали большой редкостью, несмотря на обилие критики и оскорбительных высказываний в их адрес.